# Американо-сербские отношения
Американо-сербские отношения — двусторонние дипломатические отношения между США и Сербией.
В 2012 году, по данным журнала Global Leadership, 20 % сербов поддерживали политику США, а 57 % сербов высказывали неодобрение политике США. В Сербии самый низкий рейтинг США среди всех европейских стран.

## XIX — первая половина XX века
В XIX веке были установлены дипломатические отношения между Королевством Сербия и США. В 1879 году было открыто Генеральное консульство Сербии в Нью-Йорке. 3 февраля 1882 года парламент Сербии ратифицировал Конвенцию дипломатических отношений между Королевством Сербия и США. 5 июля 1882 года Сенат США одобрил принятие данной Конвенции без поправок. 10 ноября 1882 года Юджин Скайлер стал первым послом США в Сербии.
Во время Второй мировой войны югославы и американцы воевали на одной стороне против нацистской Германии. В апреле 1944 года ВВС США и британские ВВС бомбили позиции немецких войск в Белграде.

## Социалистическая Югославия

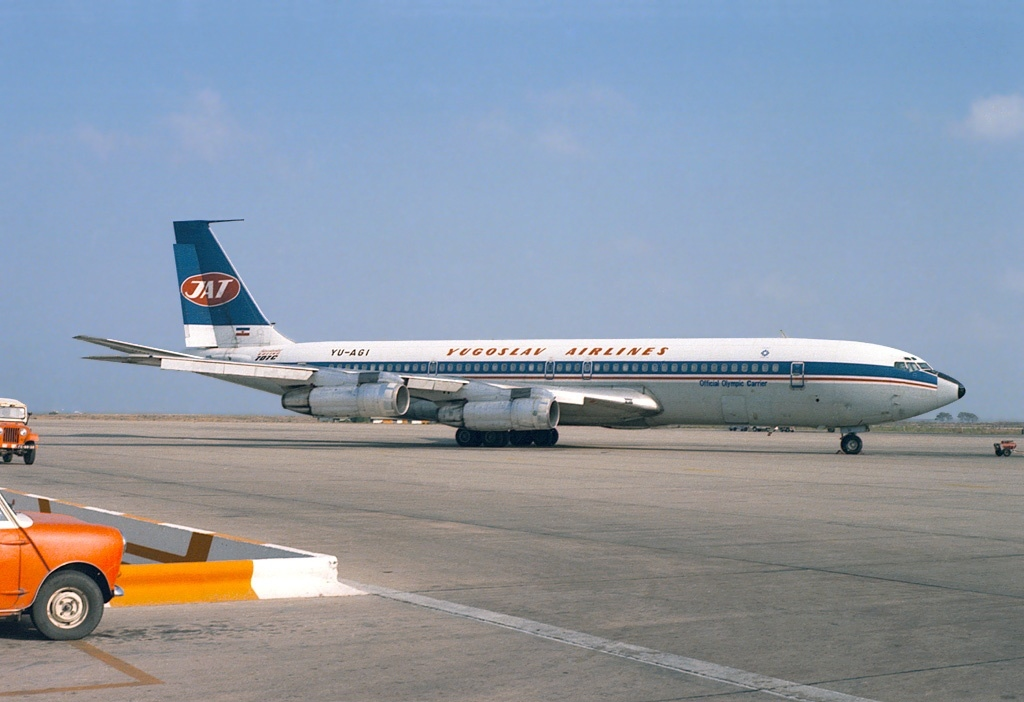
Флот югославской ЮАТ состоял в основном из самолётов американского производства

После охлаждения и разрыва отношений между СССР и Югославией, перед США представилась возможность расколоть лагерь социалистических стран. Югославия была единственной страной социализма, которая получила помощь по плану Маршалла. Помощник госсекретаря США по европейским вопросам Д. Ф. Колер 12 октября 1961 года сообщал американскому послу в Югославии Дж. Кеннану: 

Наша политика по отношению к Югославии имеет долговременные цели и состоит:
 1) в помощи Югославии как коммунистическому государству, покончившему с влиянием Москвы, в строительстве национальной независимости, а также в поддержке этого статуса;
 2) в приложении усилий для влияния на нынешнее и будущее руководство Югославии для изменения политической, экономической и социальной систем в более демократическом направлении, а также для увеличения контактов с Западом;
 3) в следовании курсу, который принёс бы наибольшие выгоды США из этой серьёзной роли Югославии как независимого социалистического государства вне советского блока. Это положение оказывает необыкновенное влияние на страны советского блока в Восточной Европе, которые, безусловно, хотели бы спроецировать эту свободу на себя.
В 1961—1963 годах югославско-американские отношения переживали кризис. В декабре 1963 года законодательно Югославии вернули статус «государства наибольшего благоприятствования». Во внешней политике Югославия продолжала играть на противоречиях США и СССР. Американские сенатор Дж. У. Фулбрайт, посетивший Югославию в 1964 году, пришёл к выводу, что в результате соединения в одном государстве коммунизма и национализма «Югославия достигла такого влияния на международной арене, которое несовместимо ни с территориальными размерами страны, ни с объёмом ресурсов».
В октябре 1970 года состоялся первый визит президента США — Ричарда Никсона — в Югославию. В документе ЦРУ для президента подчёркивалось, что для США остаётся приоритетным «сохранение статуса Югославии как независимой, единой, экономически сильной, неприсоединившейся, обращённой к Западу страны». С распадом СССР и роспуском социалистического лагеря США полностью свернули стратегию по сохранению единой Югославии. Новая политика США была направлена на ослабление и распад Югославии.

## 1990-е годы
За несколько дней до провозглашения независимости Словенией и Хорватией в июне 1991 года Белград посетил госсекретарь США Дж. Бейкер, который дал понять дезинтеграционным силам Югославии, что США не будут оказывать сопротивление их попыткам расколоть СФРЮ. В связи с вовлечением государств Европы в процесс урегулирования на Балканском полуострове, США взяли паузу по вопросу признания Словении и Хорватии. В начале 1992 года США присоединились к урегулированию напряжения в Боснии и Герцеговине, желая видеть новое государство единым и возглавляемым мусульманами. Поэтому они не допустили мирного плана Кутильеро. В апреле 1992 года США признали независимость Боснии и Герцеговины. При этом, Вашингтон отказался признавать Союзную Республику Югославию, которая состояла из Сербии и Черногории, и стал инициатором введения международных санкций против СРЮ.

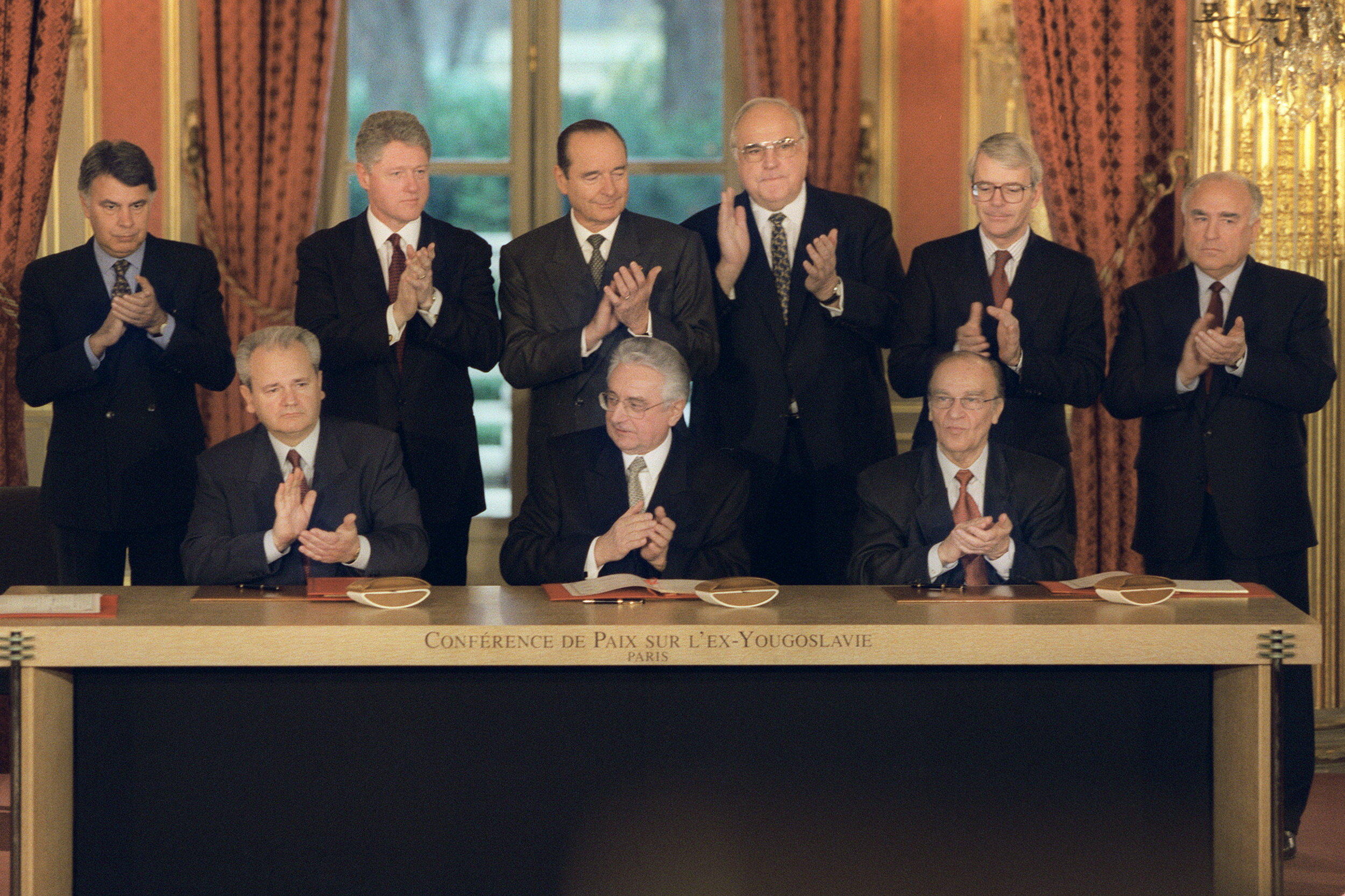
Подписание соглашений в Дейтоне (США) в 1995 году

В середине 1992 года подключили силы НАТО: в июле флот и авиация альянса начала проведение контроля и наблюдения на Адриатическом море. В приходом к власти Б. Клинтона Белый дом в феврале 1993 года заявил о необходимости для США возглавить процесс урегулирования на Балканах. Вопреки санкциям Совета Безопасности ООН американцы стали оказывать военную помощь боснийским мусульманам и хорватам. В 1994 году США фактически возглавили процесс урегулирования в БиГ, после чего была начата подготовка к поражению сербов в Боснии и Герцеговине. При участии США в Хорватии была ликвидирована Сербская Краина. После того, как 28 августа 1995 года в Сараеве на рынке Маркале прогремел взрыв, США обвинили в произошедшем сербов, не дожидаясь результатов расследования. 30 августа НАТО при активном участии США начала операцию против боснийских сербов. В ноябре 1995 года на территории США в Дейтоне состоялись переговоры сторон боснийского конфликта, которые были организованы США и проходили по их контролем. США выступили основными разработчиками Дейтонских соглашений вместе с новой конституцией Боснии и Герцеговины. 1 октября 1996 года Совбез ООН отменил санкции против Югославии.
В марте 1998 года США предприняли усилия, направленные на придание косовскому кризису внутри Югославии международного статуса. В ночь на 13 ноября 1998 года НАТО без согласия Совбеза ООН приняла решение о проведении военной операции против Югославии. После провала переговоров по Косово во Франции 24 марта 1999 года НАТО начала войну против Югославии. Для оказания дипломатического давления на Югославию США привлекли Россию. После прекращения бомбардировок Югославии в июне над Косово был установлен контроль США. Политика Вашингтона в отношении Югославии была направлена на усиление НАТО на Балканах.

## Дипломатические представительства
- США имеют посольство в Белграде[12]. Чрезвычайный и полномочный посол США в Сербии — Энтони Годфри[англ.].
- Сербия имеет посольство в Вашингтоне[13], а также генеральные консульства в Нью-Йорке[14] и Чикаго[15]. Чрезвычайный и полномочный посол Сербии в США — Марко Джурич[серб.].